# Systemingenieur
Der Systemingenieur (engl. Systems Engineer) ist in der gezielten Entwicklung und Realisierung komplexer Systeme verantwortlich für die Planung, Umsetzung und Steuerung des Entwicklungsprozesses entlang des gesamten Produktlebenszyklus eines Systems (siehe Systems Engineering).
- Die Rolle des Systemingenieurs bezeichnet im Allgemeinen eine Spezialisierung aus dem Fachbereich des Ingenieurwesens. Komplementär zur Funktion der Projektleitung in der Umsetzung großer Projekte, liegen die Aufgaben des Systemingenieurs in der Erarbeitung spezifischer, technischer Lösungen komplexer Systeme anhand der Kunden- und Projektanforderungen.[2]

- Im Bereich der Informationstechnologie von Unternehmen wird als Systemingenieur außerdem ein mit Aufgaben aus dem Bereich der Verlässlichkeit und Weiterentwicklung der Hard- und Software des Unternehmens betrauter Mitarbeiter bezeichnet (siehe Systemadministrator). Dieser erstellt unter anderem zusammen mit den Operationsteams ein Inventar aller Computeranlagen des Unternehmens und eine Strategie zu deren Weiterentwicklung. Außerdem muss er für die Funktionstüchtigkeit der Arbeitsplätze sorgen und Tools implementieren, die die Arbeit der Angestellten des Unternehmens erleichtern.

Systemingenieure in beiden Funktionen nehmen eine zentrale Rolle in Unternehmen ein. Sie planen, installieren und konfigurieren die aus unterschiedlichen Systemen bestehende Infrastruktur und pflegen diese nach erfolgreicher Implementierung weiter.
Mit diesen Aufgaben sind Systemingenieure ein kritischer Erfolgsfaktor für Unternehmen. Sie tragen maßgeblich zum reibungslosen Ablauf von Geschäftsprozessen bei. Dementsprechend steht das problemlose Funktionieren aller Systeme vom Betriebssystem über Datenbanken bis hin zur Netzwerkstruktur an erster Stelle.
Ein Systemingenieur benötigt breites Wissen über die relevanten Systeme, die neben Hard- und Software auch Menschen beinhalten können und benötigt daher vor allem auch zwischenmenschliche Kompetenzen, um die Arbeit technischer Teams zu koordinieren. In weiterer Folge kann er auch Aufgaben der Zusammenstellung von Techniker-Teams erfüllen.

## System- und Systems-Engineering
Die in englischer Sprache semantische Unterscheidung zwischen "Systemengineer" und "Systemsengineer" lässt sich nicht direkt ins Deutsche übersetzen. Die jeweilige Verwendung des Singular bzw. Plurals von "System" betont den fundamentalen Unterschied der benötigten Expertise in der Rolle des Entwicklers eines einzelnen, spezifischen Systems gegenüber der gezielten Herbeiführung des zielgerichteten Zusammenwirkens einer Vielzahl unterschiedlichster Systeme.

## Studium und Weiterqualifizierung
Für Ingenieure und Absolventen anderer Fachdisziplinen, die als Systemingenieur arbeiten oder künftig arbeiten wollen, gibt es zahlreiche grundständige oder weiterbildende Studiengänge. Das universitätsinterne Institut für wissenschaftliche Weiterbildung (casc – campus advanced studies center) der Universität der Bundeswehr München beispielsweise bietet ein berufsbegleitendes Weiterbildungsangebot Im Bereich Systems Engineering an. Systemdenken und eine ganzheitliche Denk- und Sichtweise stehen im Vordergrund. Jetzige und angehende Systemingenieure lernen, komplexe Systeme mit ihren unterschiedlichsten Anforderungen über den gesamten Systemlebenszyklus hinweg zu strukturieren, zu analysieren, zu spezifizieren, zu entwickeln und anzupassen. Neben dem Master-Studium Systems Engineering (M.Sc.) besteht auch die Möglichkeit, im Rahmen des Modulstudiums nur einzelne Module zu belegen und mit einem Hochschulzertifikat abzuschließen. Das Angebot richtet sich an zivile Fach- und Führungskräfte aus Industrie und Wirtschaft, im Öffentlichen Dienst sowie Bundeswehrangehörige und ausscheidende Zeitoffiziere und -soldaten. Die Weiterbildung beinhaltet Präsenz- und Fernlernphasen.